# Alfons I de Portugal
Alfons Henriques o Alfons I de Portugal, dit el Conqueridor (Guimarães, 25 de juliol de 1109 - Coïmbra, 6 de desembre de 1185), fou comte de Portugal (1128 – 1139) i rei de Portugal (1139 – 1185). Fou el primer a ser nomenat rei de Portugal de la dinastia Borgonya. Gràcies a les seues conquestes, que al llarg de més de quaranta anys van depassar el doble del territori que el seu pare li havia llegat, va ser apel·lat el Conqueridor, tot i que també va ser conegut com el Fundador i el Gran. Els musulmans van anomenar-lo Ibn-Arrik ('fill d'Enric', traducció literal del genitiu Henriques).

## Família
Nascut el 1109 a la cort reial de Guimarães, fou fill del comte Enric de Borgonya i la comtessa Teresa de Lleó. Era net per línia paterna d'Enric de Borgonya i Sibil·la de Barcelona i per línia materna d'Alfons VI de Lleó i Ximena Núñez de Lara. Fou lliurat pels seus pares, com a prova de confiança a Egas Moniz IV de Riba Douro, un poderós magnat, per a la seva educació, que tingué lloc a Cresconhe i Britiande.
El 1146 es casà amb Mafalda de Savoia, filla del comte Amadeu III de Savoia i Mafalda d'Albon. D'aquesta unió nasqueren:
- l'infant Enric de Portugal (1147)
- la infanta Mafalda de Portugal (1148), casada el 1159 amb el comte rei Alfons II d'Aragó
- la infanta Urraca de Portugal (1151 – 1188), casada el 1165 amb el rei Ferran II de Lleó
- la infanta Sança de Portugal (1153 – 1159)
- l'infant Sanç I de Portugal (1154 – 1212), rei de Portugal
- l'infant Joan de Portugal (1156)
- la infanta Teresa de Portugal (1157 – 1218), casada amb Felip I de Flandes i després amb Eudes III de Borgonya

Tingué diversos fills naturals, entre ells:
- Urraca Alfons, senyora d'Aveiro
- Ferran Alfons, conestable del regne
- Alfons de Portugal, Mestre de l'orde de Sant Joan de Jerusalem

## Ascens al tron comtal

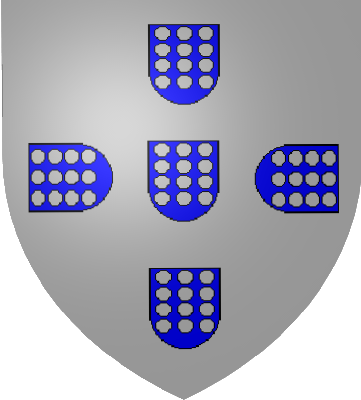
Escut d'armes de la dinastia Borgonya de Portugal

El 1112 morí el seu pare Enric de Borgonya, i la seva mare fou nomenada comtessa de Portugal i regent de l'infant Alfons.
L'infant va prendre, l'any 1120 sota la direcció de Paio Soares da Maia, l'arquebisbe de Braga, una posició política oposada a la de la mare Teresa de Lleó (que recolzava el partit dels Travas), que signà el tractat de Lanhoso el 1121, en veure's derrotada per Urraca I de Castella, pel qual el comtat tornava a ser vassall del Regne de Lleó. Quan l'arquebisbe va ser forçat a emigrar va endur-se'n amb si l'infant, que el dia de Pentecosta de 1125, va ser nomenat cavaller a la catedral de Zamora. Restablerta la pau, van tornar al comtat.
A la mort d'Urraca de Castella en 1126, la va succeir en el tron Alfons VII de Castella, que torna a adoptar del seu avi el títol d'Imperator totius Hispaniae, buscant el vassallatge dels altres estats peninsulars, entre ells el comtat de Portugal que feia temps que mostrava tendències autonomistes. El rebuig a prestar homenatge en la coronació d'Alfons VII va provocar la invasió del comtat de Portugal pel rei castellà, que el setembre 1127 posà setge a Guimarães, on residia Alfons Henriques. Alfons prometé lleialtat i vassallatge al rei castellà, per la qual cosa aquest desistí de conquerir la ciutat. Alguns mesos després, el 1128, les tropes de Teresa de Lleó van enfrontar-se amb les d'Alfons Henriques en la batalla de São Mamede. La victòria d'Alfons Henriques va consagrar la seva autoritat al comtat i va assumir plenament el seu govern. Conscient de la importància de les forces que amenaçaven el seu poder va concentrar els seus esforços per negociar amb la Santa Seu amb un doble objectiu: abastar la plena autonomia de l'Església portuguesa i el reconeixement del regne. Així mateix, feu exiliar la seva mare a Galícia que entrà en un convent.
Per allunyar-se de la intensa influència al nord del Duero que exercien els cinc llinatges de magnats portuguesos (Sousa, Maia, Ribadouro, Baião i Bragança), en 1131 va decidir allunyar-se i establir-se a la vora del riu Mondego, traslladant la cort del comtat de Guimarães a Coïmbra, més propera a la frontera amb l'Islam, que volia conquerir. El suport que Alfons va rebre d'alguns aristòcrates gallecs demostra que l'ambient de tensió que es va sentir abans del seu ascens al poder no era del tot antigallega, malgrat que la lluita d'uns anys abans només tenia com a objectiu impedir l'establiment d'un Comtat de Galícia. Establint Coïmbra com a nova capital i base militar, les seves expedicions, tant al nord com al sud van abastar gran part del seu regnat, aprofitant, sobretot al sud, del desmembrament de l'espai polític musulmà registrat en aquell període.
Com a represàlia pel setge de Guimarães, i amb el creixent desig d'independència, mentre Garcia Ramires de Pamplona es revoltava contra Alfons VII de Castella, els barons portuguesos comandats per Alfons Henriques van envair Galícia, combatent en 1137 a la batalla de Cerneja vencent les tropes gallego-lleoneses del comte Fernão Peres de Trava i Rodrigo Velada, posant final a les aspiracions del seu cosí de sotmetre el comtat al seu domini imperial, i el 1137 l'infant Alfons va signar el Tractat de Tui com a final de les hostilitats amb Alfons VII de Lleó jurarnt-li «fidelitat, seguretat i auxili contra els enemics».

## Independència de Castella - Regne de Portugal

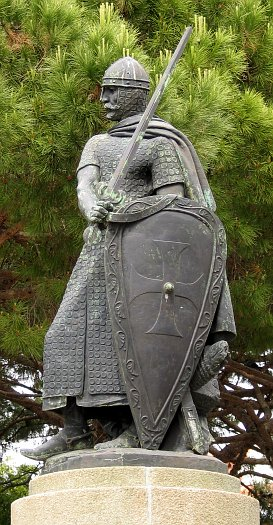
Estàtua d'Alfons Henriques al castell de Sant Jordi de Lisboa

El 1139, després d'una gran victòria en la batalla d'Ourique contra un fort contingent musulmà, Alfons Henriques és aclamat com a rei de Portugal per les seves tropes i va canviar l'escut, sense la creu i amb cinc escudets o quines col·locats on abans hi havia hagut els besants d'argent commemorant els cinc reis moros vençuts en la batalla. Segons la tradició, la independència va ser-li confirmada més tard, a les corts de Lamego, quan va rebre el 26 de juliol de l'arquebisbe de Braga la corona de Portugal, tot i que estudis recents qüestionen la reunió d'aquestes corts.
El 1140 Alfons Enric, després de la victòria en Ourique va trencar el tractat de Tui signat amb son cosí Alfons VII de Lleó, i va envair Galícia i prengué Tui, fent-se amb alguns castells sota protectorat del monarca lleonés per traïció de qui els defensava i causà estralls a la zona. En resposta, les forces enemigues, en molt major nombre, entraren en terres del comtat de Portugal i arrasaren els castells al seu pas, i descendiren del Soajo cap a Valdevez. Després del torneig d'Arcos de Valdevez, del qual ixen vencedors els genets d'Alfons Enric, aquest aprofita l'Església, mitjançant l'arquebisbe de Braga, João Peculiar, perquè el papa Innocenci II accepte el seu vassallatge amb pagament d'un cens de quatre unces d'or per any.

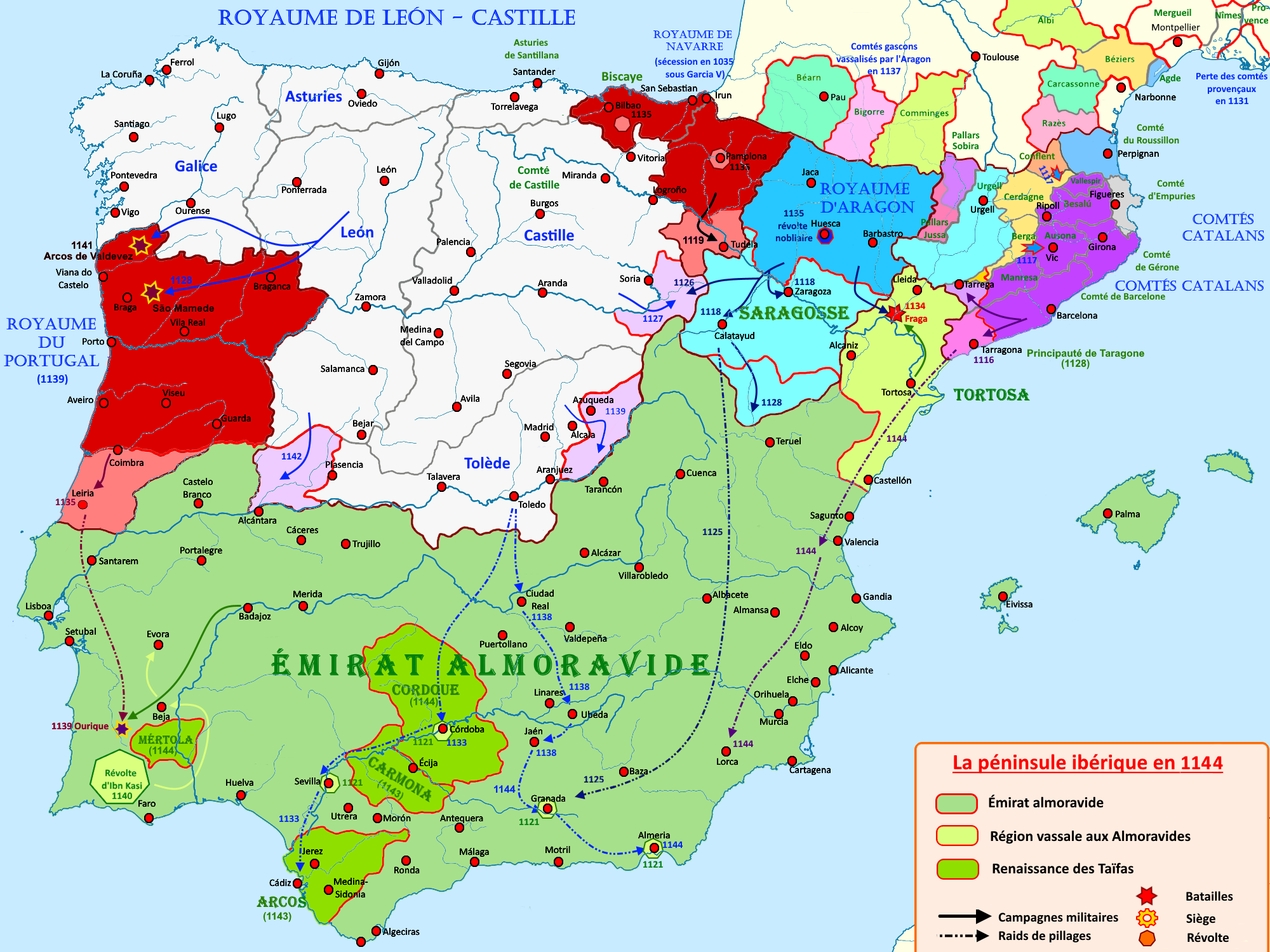
La Península Ibèrica en 1144

El reconeixement de la independència de Portugal va arribar l'any 1143 amb el tractat de Zamora i des de llavors, Alfons I va procurar consolidar la independència que havia declarat, traslladant la seva capital de Guimaraes a Coïmbra, més a prop de la frontera musulmana.
El 1144 els aristòcrates andalusins van iniciar la revolta contra els dominadors nord-africans almoràvit, però com havia passat en totes les anteriors revoltes andalusines, mancava de coordinació i les distintes faccions revolucionàries es combatien entre si, en un període d'anarquia. Lisboa va tornar a ser breument un regne independent 1144 sota Aben Hasham, encara que sotmès a la Taifa d'al-Gharbia. En 1146, Papa Eugeni III va predicar la Segona Croada i Alfons va aprofitar-se de la feblesa musulmana i intentar conquerir terreny vers el sud, prenent Santarém i Sintra el 1146, que protegien el nord de l'estuari del Tajo deixant aïllada Lisboa, que va caure el 1147.

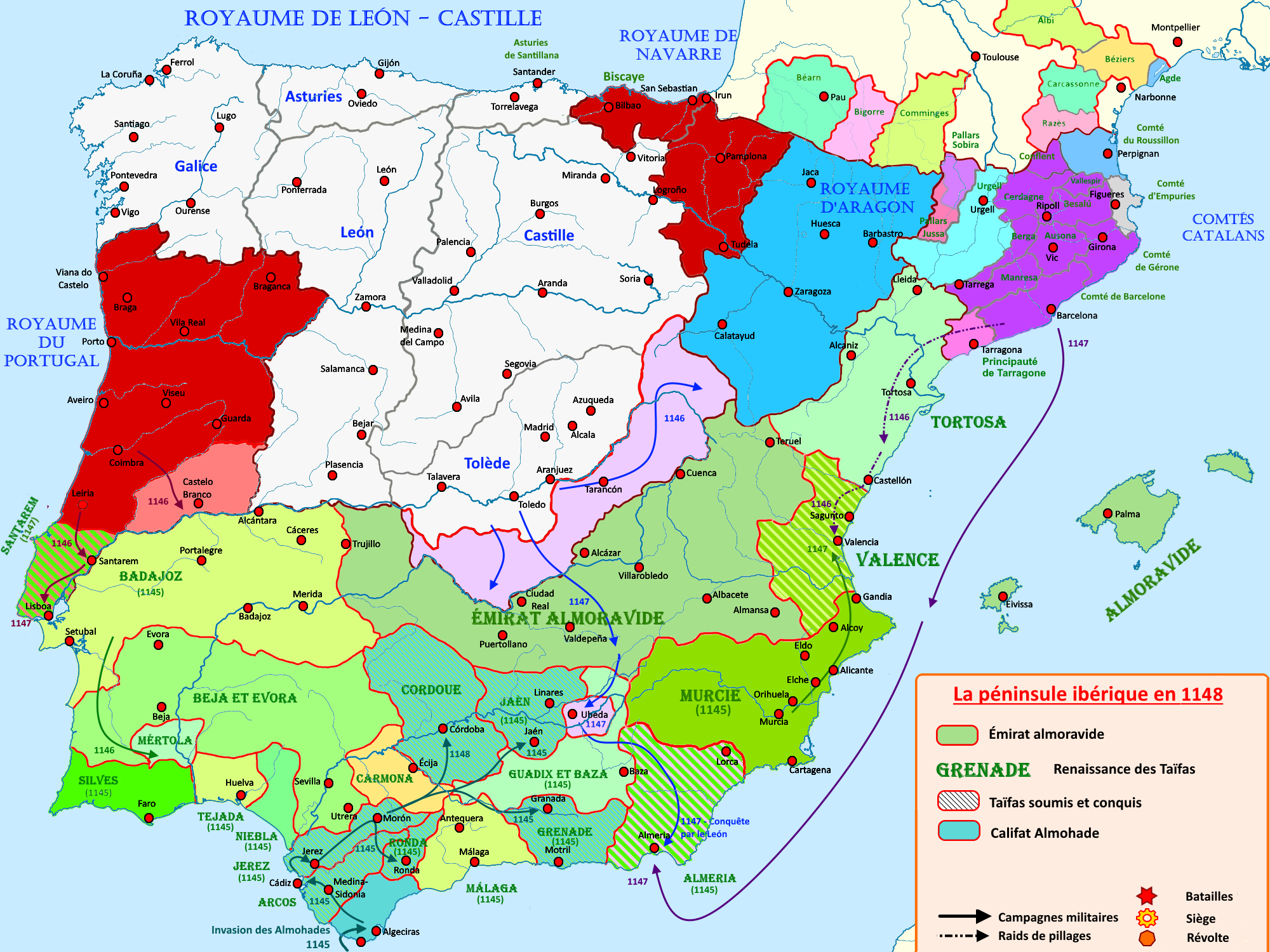
La Península Ibèrica en 1148

Geraldo sem Pavor va capturar Évora el 1165 i Alfons va afavorir els cavallers de l'orde de Calatrava que l'havien ajudat, donant lloc a la Milícia d'Évora, que prendria després el nom d'orde d'Avís. Geraldo sem Pavor va conquerir en 1168 Trujillo, Càceres, Montánchez, Serpa i Juromenha, i en 1169 quan va prendre la ciutat de Badajoz, que els almohades governaven des del 1161, Alfons I de Portugal va dirigir-s'hi per ajudar-lo en assetjar la fortalesa que encara resistia en mans musulmanes, però Ferran II de Lleó, aliat dels almohades enfront dels portuguesos i d'Alfons VIII de Castella, va anar al rescat de la fortalesa, va capturar el rei portuguès, que en la fugida es va trencar una cama, i va retornar totes les places preses en la campanya als almohades.
En 1173 després de derrotar els castellans a la batalla de Caracuel Badajoz fou reavituallada i tota la riba del Tajo assolada des de Talavera a Toledo. Alfonso Henriques va haver de demanar una treva de cinc anys, i el comte Nuño de Lara va fer el mateix per part de Castella. L'hivern següent es va fortificar Beja que havia estat evacuada dos anys abans i romania en ruïnes.
A partir del 1174, Alfons es va distanciar definitivament dels afers del regne, molt probablement per malaltia, i a partir d'aquest moment va destacar encara més el paper dels corregents. Teresa i Sanç compartien el govern: Teresa exercia funcions administratives i Sanç s'encarregava de l'activitat bèl·lica. La corregència es mantindria fins al 1184, quan els emissaris flamencs de Felip d'Alsàcia, vingueren a obtenir el consentiment de Sanç per al matrimoni de Teresa amb ell. Abans de marxar, Teresa pacta amb Sanç per deixar-lo com a únic successor.
El 1179 el papa Alexandre III, per la butlla Manifestus Probatum, reconeix Portugal com a país independent i com a vassall de l'Església.
El 1184, ja acabada la treva de 1173, el príncep hereu Sanç atacava la vall del baix Guadalquivir, Triana (Sevilla), l'Emirat de Niebla, i l'Algarve. Beja va haver de ser evacuada altre cop. El califa almohade Abu Yaqub Yusuf va reunir una gran força almohade per prendre represàlies contra les incursions portugueses i va assetjar Santarém, que va ser defensada per Sanç. El setge almohade va fracassar quan va arribar la notícia que l'arquebisbe de Compostela i el mateix Ferran II de Lleó s'hi dirigien amb el seu exèrcit. Els almohades van aixecar el setge i la seva retirada es va convertir en una derrota a causa del pànic al seu campament, amb el califa almohade que va resultar ferit en el procés i morint en el camí de tornada a Sevilla. Alfons va morir poc després el 6 de desembre de 1185.